# NGC 4305
NGC 4305 (również PGC 40030 lub UGC 7432) – galaktyka spiralna (Sa), znajdująca się w gwiazdozbiorze Panny. Odkrył ją John Herschel 2 maja 1829 roku. Należy do Gromady w Pannie.